# NGC 2313
NGC 2313 è una nebulosa a emissione visibile nella costellazione dell'Unicorno.
Si osserva nella parte meridionale della costellazione, circa 9° a NNE di Sirio, la stella più luminosa del cielo notturno; può essere individuata con un telescopio amatoriale di potenza medio-alta, in cui si mostra come un alone nebuloso apparentemente associato ad alcune stelle di sesta magnitudine. Trovandosi a circa 8° a sud dell'equatore celeste, può essere osservata con facilità da tutte le aree popolate della Terra, senza grosse differenze da emisfero a emisfero; il periodo più propizio per la sua osservazione nel cielo serale va da dicembre ad aprile.
Si tratta di una piccola regione H II posta all'interno del Braccio di Orione; per lungo tempo la sua distanza non era nota con precisione, dato l'elevato tasso di errore nelle sue misurazioni: alcune stime la posizionano a circa 930±520 parsec (3030±1695 anni luce); uno studio del 2003 la colloca a circa 1000 parsec, ossia nella stessa regione galattica in cui si trovano i grandi complessi nebulosi molecolari di Monoceros OB1 e Monoceros R2. La nube contiene circa 7510 masse solari di 13CO ed è illuminata e ionizzata dalla gigante blu HD 51477, una stella Be che oscilla fra le magnitudini 8,02 e 8,21, nota anche come V747 Monocerotis.